# Kafkaesque
"Kafkaesque" es el noveno episodio de la tercera temporada de la serie dramática de televisión estadounidense Breaking Bad, y el episodio 29 en general de la serie. Escrito por Peter Gould y George Mastras y dirigido por Michael Slovis, se estrenó en AMC en los Estados Unidos y Canadá el 16 de mayo de 2010.

## Trama
Walter y Jesse ahora están a tiempo completo en plena producción en el laboratorio produciendo fácilmente 200 libras de metanfetamina cada semana, según su cuota acordada. Jesse descubre que incluso están produciendo en exceso y se enfada cuando Walt se niega a permitirle eliminar los kilos de más del envío, especialmente porque ha calculado que Gus obtendrá al menos 96 millones de dólares al final de su contrato de tres meses, mientras que los dos reciben solo un pago combinado de $3 millones a pesar de hacer todo el trabajo. Walt, sin embargo, no está preocupado por esto y simplemente ignora las quejas de Jesse porque no aprecia su trabajo, sabiendo el dinero que ganan.
Hank lentamente comienza a recuperarse en el hospital; en ello Gomez aparece para comentarle que la metanfetamina azul ha regresado pero se ha expandido a varios estados, lo que confirma las sospechas de Hank de que Heisenberg aún no ha sido capturado. Sin embargo, Hank está insatisfecho y revela que la única razón por la que todavía está vivo es que recibió una llamada de advertencia un minuto antes de que sus posibles asesinos lo atacaran. Al instante, Skyler sospecha de Walt y le pregunta si ellos y él están a salvo. Walt le asegura que lo están.
Aunque Hank ahora está consciente y funcionando, sus piernas están paralizadas en su mayoría, y el pronóstico es que es posible que no pueda volver a caminar, incluso con meses de fisioterapia. Su médico le dice a Marie que es poco probable que la terapia que necesita esté dentro de su plan de seguro y que lo más probable es que terminen pagando de su bolsillo, lo que podría costarles cientos de miles de dólares.
Walt se reúne con Gus en su centro de distribución para "limpiar las cosas". Walt habla sobre la revelación de Hank de que recibió una llamada telefónica antes del ataque y le dice que atando cabos, sabe que Gus fue quien desvió a los asesinos del Cartel lejos de él y los dirigió hacia Hank para que un intento de golpear a un agente de la DEA atrapara a los gobiernos mexicano y estadounidense para tomar medidas enérgicas contra el Cartel y cerrar la distribución de metanfetamina desde el otro lado de la frontera, otorgando así a Gus el control total sobre el mercado dentro de los Estados Unidos. A pesar de haber puesto en peligro la vida de Hank, Walt expresa su gratitud hacia Gus por salvar su propia vida y lo felicita por su estrategia, diciendo que él habría hecho lo mismo en su lugar. También saca a relucir el tema de no saber qué pasará cuando expire su contrato de tres meses. Gus le promete seguridad para su familia y también plantea la posibilidad de extender su contrato por un año, lo que aumentaría sus ganancias a $15 millones. Walt lo considera. Walt, aparentemente desorientado debido a su lealtad a Gus y su familia, pierde el control de su vehículo y casi se estrella en el camino de regreso.
Saul anima a Jesse a comprar un salón de belleza que puede usar para lavar el dinero que gana con el negocio de la metanfetamina. Jesse se niega rotundamente, especialmente porque hacerlo le obligaría a informar sus ingresos al IRS y, por lo tanto, pagar impuestos. Cansado de tener que cumplir con las cuotas y responsabilidades dentro de su nuevo trabajo, y deseando una mayor parte de las ganancias (algo que cuenta soslayadamente en sus reuniones del centro de rehabilitación), Jesse decide robar las libras sobrantes de metanfetamina que él y Walt producen en el laboratorio para venderlas por separado a los miembros del grupo de apoyo. Recluta a Badger y Skinny Pete en este esfuerzo, y durante una reunión, se hacen pasar por dos nuevos miembros e inician una conversación dentro del grupo donde mencionan la metanfetamina azul, lo que despierta el interés de todos.
Marie se siente cada vez más frustrada por no poder encontrar un medio para pagar la fisioterapia de Hank, ya que su seguro no cubrirá a los terapeutas. Skyler finalmente se ofrece a pagar sus facturas directamente con el dinero de las drogas de Walt. Para ello, inventa una historia en la que Walt es un jugador de blackjack compulsivo, diciendo que esta ha sido la causa de sus problemas maritales recientes. Ella explica que Walt comenzó a apostar para pagar sus facturas médicas después de su diagnóstico de cáncer y, después de algunas pérdidas, sus ganancias les dieron una cantidad de siete cifras. Marie queda conmocionada y horrorizada, pero acepta tomar su dinero para pagar la terapia de Hank.
Walt expresa su sorpresa por la capacidad de Skyler para idear una historia tan elaborada sobre la marcha. Skyler le dice a Walt que "aprendió del mejor" y agrega que cree que él es de alguna manera responsable del ataque a Hank, y que ella "no lo olvidara".

## Producción
El episodio fue escrito por Peter Gould y George Mastras, y dirigido por Michael Slovis; se emitió en AMC en los Estados Unidos y Canadá el 16 de mayo de 2010. El título del episodio "Kafkiano" es una palabra que aparece en el episodio en el contexto de la relación con los mundos ficticios de pesadilla del escritor Franz Kafka.

## Recepción

### Audiencia
La transmisión original del episodio fue vista por 1,61 millones de personas, que fue una disminución de los 1,78 millones del episodio anterior, "I See You".

### Revisión
Seth Amitin de IGN le dio al episodio una calificación de 9.1/10, afirmando que el episodio "nos recordó que el proceso de la historia de Breaking Bad es tan divertido de ver como el producto". Donna Bowman del AV Club le dio al episodio una calificación A y señaló que la mayoría de los personajes secundarios estaban actuando.
En 2019, The Ringer clasificó a "Kafkaesque" en el puesto 48 en su ranking de episodios de la serie.